# CDツイン 年齢別どうよう
『CDツイン 年齢別どうよう』（シーディーツイン ねんれいべつどうよう）は、日本コロムビアから発売されている童謡アルバムのシリーズ。全3タイトル。2002年6月21日発売。

## 作品

### CDツイン 年齢別どうよう 0〜2歳向
- ジャケットの色はエメラルドグリーン。

#### Disc 1
- 品番はCOCX-31882。
- 1.アイアイ
- 2.ぞうさん
- 3.やぎさんゆうびん
- 4.おつかいありさん
- 5.とんぼのめがね
- 6.ぶんぶんぶん
- 7.ちょうちょう
- 8.チューリップ
- 9.おはながわらった
- 10.かわいいかくれんぼ
- 11.ことりのうた
- 12.赤い鳥小鳥
- 13.はと
- 14.あひるの行列
- 15.あひるのスリッパ
- 16.どんぐりころころ
- 17.まつぼっくり
- 18.かえるのうた
- 19.トマト
- 20.おにぎりころりん
- 21.さんぽ
- 22.のんびり・のびのび
- 23.ぶらんこ
- 24.夕日
- 25.あしたのあしたのまたあした

#### Disc 2
- 品番はCOCX-31883。
- 1.あさ おきたん
- 2.あさ いちばん早いのは
- 3.とけいのうた
- 4.汽車ぽっぽ
- 5.花のお国のきしゃぽっぽ
- 6.ぽかぽかてくてく
- 7.ピクニック・マーチ
- 8.げんきひゃっぱい
- 9.手をたたきましょう
- 10.むすんでひらいて
- 11.からだあそびのうた
- 12.げんきおんど
- 13.だるまさん
- 14.きみのなまえ
- 15.おはなしゆびさん
- 16.おかあさん
- 17.肩たたき
- 18.ふたあつ
- 19.おっぱいがいっぱい
- 20.おへそ
- 21.おふろのうた
- 22.おとうさんもはだかんぼう
- 23.はみがきじょうずかな
- 24.パジャマでおじゃま
- 25.キラキラぼし

### CDツイン 年齢別どうよう 1〜3歳向
- ジャケットの色は赤。

#### Disc 1
- 品番はCOCX-31884。
- 1.いぬのおまわりさん
- 2.もりのくまさん
- 3.メリーさんのひつじ
- 4.おんまはみんな
- 5.しまうまグルグル
- 6.すずめがサンバ
- 7.やまのワルツ
- 8.さっちゃん
- 9.みつあみ ゆみちゃん
- 10.かわいい魚やさん
- 11.おさるのかごや
- 12.あら どこだ
- 13.あめふりくまのこ
- 14.雨ふり
- 15.かたつむり
- 16.めだかの学校
- 17.うみ
- 18.ツッピンとびうお
- 19.くじらのとけい
- 20.おなかのへるうた
- 21.ぼくのミックスジュース
- 22.バナナのおやこ
- 23.くいしんぼおばけ
- 24.おばけなんてないさ
- 25.いとまきのうた

#### Disc 2
- 品番はCOCX-31885。
- 1.はしれ ちょうとっきゅう
- 2.ぼくは電車
- 3.のろうよ地下鉄
- 4.汽車ポッポ
- 5.はしれ はしれ
- 6.からだ元気?
- 7.マーチング・マーチ
- 8.ちょんまげマーチ
- 9.証城寺のたぬきばやし
- 10.大きなたいこ
- 11.たいこのおけいこ
- 12.山の音楽家
- 13.ロンドン橋
- 14.大きな栗の木の下で
- 15.ケンパであそぼう
- 16.みずあそび
- 17.しゃぼん玉
- 18.ぼうが一本あったとさ
- 19.あがり目さがり目
- 20.わらいごえっていいな
- 21.こんなこいるかな
- 22.手をつなごう
- 23.くつがなる
- 24.夕やけ小やけ
- 25.ゆりかごのうた

### CDツイン 年齢別どうよう 2〜4歳向
- ジャケットの色はロイヤルブルー。

#### Disc 1
- 品番はCOCX-31886。
- 1.南の島のハメハメハ大王
- 2.とんでったバナナ
- 3.おもちゃのチャチャチャ
- 4.クラリネットをこわしちゃった
- 5.ドレミの歌
- 6.五匹のこぶたとチャールストン
- 7.ドラネコロックンロール
- 8.そうだったらいいのにな
- 9.さいしょのパンダはくろかった
- 10.あみめきりんが行く
- 11.わらいかわせみに話すなよ
- 12.こぶたぬきつねこ
- 13.ねこふんじゃった
- 14.おちゃらかほい
- 15.幸せなら手をたたこう
- 16.ホ・ホ・ホ
- 17.いっぽんでもニンジン
- 18.すうじのうた
- 19.ふしぎなポケット
- 20.おべんとうばこのうた
- 21.お誕生日のうた
- 22.虫歯の子どもの誕生日
- 23.ドロップスのうた
- 24.アイスクリームのうた
- 25.オナカの大きな王子さま

#### Disc 2
- 品番はCOCX-31887。
- 1.はたらくくるま1
- 2.のりたいでんしゃ はしるきかんしゃ
- 3.ヤッホー!しんかんせん
- 4.そらとぶなかま
- 5.ふねがゆく
- 6.アンパンマンのマーチ
- 7.およげ!たいやきくん
- 8.イカイカ イルカ
- 9.パタパタママ
- 10.山口さんちのツトム君
- 11.黒ねこのタンゴ
- 12.天使の羽のマーチ
- 13.虹のむこうに
- 14.にんげんっていいな
- 15.ごんべさんの赤ちゃん
- 16.げんこつやまのたぬきさん
- 17.春よこい
- 18.うれしいひなまつり
- 19.こいのぼり
- 20.たなばたさま
- 21.赤とんぼ
- 22.ちいさい秋みつけた
- 23.たきび
- 24.ゆき
- 25.大きな古時計